# Srutis
Gli srutis sono i 3 o 4 elementi in cui poteva essere suddiviso l'intervallo della scala nel sistema musicale indiano risalente al II secolo a.C.
Base comune a tutte le scale è l'ottava, suddivisa, come nel sistema occidentale, in sette tra toni e semitoni.
Ma l'organizzazione di questa scala era molto complessa, in quanto ognuno degli intervalli era suddiviso in due, in tre o quattro srutis o elementi: in tutto 22 srutis. 
Questa articolazione consentiva un numero elevato di scale modali, differenti fra loro per la posizione dei toni e dei semitoni e per le note di riferimento.
Es:
RE MI FA SOL LA SI DO RE
___ ___ ___ ____ ___ ___ ___—3- - 2 - - 4- - 4 - -3 - - 2- - 4-

## Contestualizzazione storica
La musica indiana può essere raccolta intorno a 3 fasi di sviluppo: 
- vedica
- marga
- desi

Nella prima fase, che ha inizio nel III o addirittura IV millennio a.C., la musica è subordinata alle cerimonie sacrificali ovvero i vari riti si servono della musica per i propri fini.
L'ipotesi più interessante della causa del declino della musica vedica è la fine del prestigio della casta sacerdotale, soppiantata dall'emergente classe guerriera, gli kṣatriya.Altrettanto suggestiva è l'ipotesi secondo cui, già ai tempi del suo massimo fulgore, la classe sacerdotale si serviva, per i propri fini musicali, di musicisti professionisti. Questi ultimi, i gandharva, cominciarono a dare alla musica regole e dettami che le conferirono un'impronta sistematica e che la contrapposero a tutte quelle forme spontanee e scarsamente intellettualizzate che nascevano liberamente tra il popolo.
Ha inizio, così, la seconda fase della musica indiana, quella marga, in cui la musica diviene autonoma rispetto all'ambito cerimoniale in cui veniva usata e comincia ad assumere un assetto teorico.
È infatti in questo periodo che viene inserito nella terminologia tecnica il termine srùti.

## Etimologia, interpretazione e utilizzo del termine
Tali entità minori, gli srutis derivano dalla radice SRU, <<udire>>.
Molto si è discusso sull'argomento che costituisce uno dei fondamenti della teoria musicale indiana:spiegazioni, interpretazioni e soluzioni proposte sono, quindi, spesso contrastanti e discordi. Infatti la sruti può essere posta in relazione allo svara <<tono, nota>> , dal quale, in tal caso dipenderebbe, costituendone una parte minore; oppure, viceversa lo svara può essere fatto dipendere dalle sruti, dal cui numero ottimale di 22 risulterebbe formato l'intero grama <<scala>>.
Per il reperimento pratico di tali entità microtonali, deve aver giocato un ruolo determinante la mancanza di una tonica ad intonazione fissa nel sistema musicale indiano. Accordando strumenti per suonare insieme, l'esistenza di intervalli minori del semitono è facilmente percepita anche da un orecchio non particolarmente raffinato ed educato.D'altronde, il senso <<acustico>> del termine sruti è inequivocabile.

## Studi suglisrutis
Molti autori indiani ed europei hanno tentato una misurazione sistematica di tali entità microtonali, le quali, oggi, possono certamente essere fatte oggetto di simili attenzioni, sulla scorta delle sofisticate apparecchiature elettroniche moderne, pur senza dimenticare, tuttavia che, nel passato né la teoria né la pratica, che le hanno ideate e costruite, disponevano di strumentazioni analoghe:anzi, tutte la teoria della struti riposa interamente sulle qualità musicali dell'orecchio umano.
Il rapporto della struti con lo svara o con l'intero grama va visto come qualcosa di natura puramente emotiva, toccando ad essa il compito di conferire al brano musicale nel suo complesso quella coloritura affettiva che specificatamente si desidera ottenere e che lo svara pedestremente eseguito non è affatto in grado di suscitare. È quindi significativo che la trattatistica tecnica si riferisca ai vari svara in termini di sruti.